# Alan Turing. Una biografia
Alan Turing. Una biografia è una biografia del matematico, crittografo e precursore dell'informatica, Alan Turing (1912–1954) scritta da Andrew Hodges. Il libro ripercorre la vita e il lavoro di Alan Turing. Il film del 2014 The Imitation Game è liberamente tratto dal libro. Il libro dopo l'uscita del film è stato pubblicato anche col titolo Alan Turing. Storia di un enigma.